# Ketil Stokkan

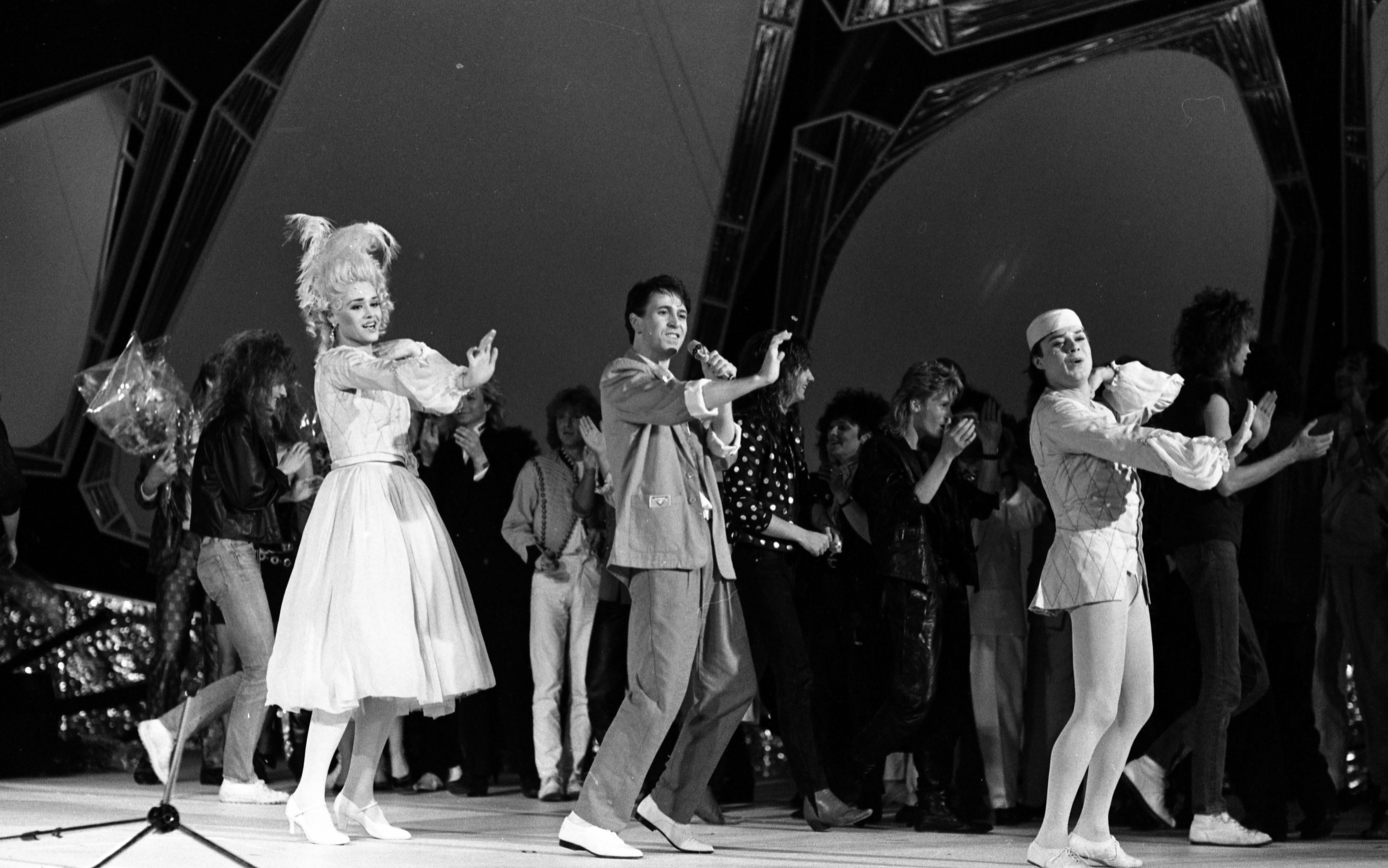
Ketil Stokkan (ao centro), durante festival de música, em 1986.

## Biografia
Ketil Stokkan (Harstad, 29 de Abril, 1956- ) é um cantor pop norueguês que além de artista solo também foi membro da banda norueguesa Zoo (banda). Participou por duas vezes no Festival Eurovisão da Canção: em 1986 com o tema "Romeo", escrito por ele e que terminou em 12º lugar nesse evento. Voltou em 1990 com a canção "Brandenburger Tor" (Porta de Brandeburgo) que era sobre o Muro de Berlim que fora derrubado um ano antes, que terminou em último lugar, empatado com a canção da Finlândia. Stokkan actualmente é professor numa escola secundária da sua cidade natal Harstad.

## Discografia

### ZOO
- 1978 – Captured in Zoo
- 1978 – Guilty
- 1979 – Noregs heitaste
- 1980 – Z på maken
- 1981 – Gaya
- 1982 – Shagalai
- 1994 – Zoobra
- 2000 – Evig ung

### Solista
- 1983 – Samme charmeur (single)
- 1984 – Gentlemen's agreement
- 1985 – Ekte mannfolk
- 1986 – Romeo
- 1988 – Øyan dine (single)
- 1989 – Nexus – Back to my roots (single)
- 1990 – Stokkan Band – Brandenburger Tor (single)
- 1991 – Stokkan Band – Beina på jorda (single)
- 1994 – Stokkan – To the bone
- 1996 – All that blues from Norway (Samle-CD/Div. Art.)
- 1998 – Æ e` Nordlending (Samle-CD/Din NN-Art)
- 2001 – Evig Ung. Gamlegutta i ZOO aktive igjen med samle-CD